# テリー・ザ・キッド
テリー・ザ・キッドは、ゆでたまごの漫画『キン肉マンII世』に登場する架空の人物。
アニメ版の声優は森川智之（幼年期は吉竹範子）。

## 主な特徴
伝説超人テリーマンと翔野ナツ子の息子。ヘラクレス・ファクトリー（以下H・F）1期生。肩に2つ（左右合計4つ）のスターエンブレムを持ち、額に「K」の字がある。髪型は、父より髪が長く前髪を立てており、後髪が首前後である。性格は極度の負けず嫌いであり、派手好き。父が奥ゆかしい性格なため、実力がありながらも常時二番手に甘んじていたと信じ、自分は常にNo.1になろうと考えていた。そのため父に反発し、「テリーマンに似ている」などと言われると「自分はパパとは違う!」と反論していたが、次第に父の偉大さに気付き、地味で古臭いと反発していたテリー一族の技も使いこなしていく。当初はキン肉マンの息子キン肉万太郎に対しても、対抗意識を燃やしながら張り合っていたが、すぐに認め合い和解し親友となる。
幼少時代から、博識な父に沢山の話を聞かされており「そういえばパパから聞いた事がある…」と解説を始めることがある。父同様に、この台詞は苦戦している味方が打開策を閃く契機となる場合も多い。また対戦相手も重量級の相手と闘うことが多い。

## 『キン肉マンII世』でのテリー・ザ・キッド

### 生い立ち〜ヘラクレス・ファクトリー卒業
父・テリーマン、母・翔野ナツコの息子として誕生したキッドは、学校に行きながら超人レスラーとしての訓練を受ける生活を送っていた。しかし彼は父が常にキン肉マンの陰に隠れNo.2の座に甘んじてきたことに疑問を抱き、テリー一族の伝統を無視し独自の技の訓練に励もうとするなど父に反発していた。
時は流れ、新世代悪行超人の出現によりキッドは正義超人大学校H・Fに入学。上記の理由からキン肉マンの息子である万太郎に対抗意識を燃やし妨害するが、そんな中悪行超人アナコンダが出現。万太郎を狙う悪行超人に対し、キッドは一番に闘おうとするも足を負傷させられてしまう。一緒に来ていたキン肉マンは、テリーマンから友情の証として譲られたバンダナを使ってキッドに応急処置を施し、テリーマンが自分にとって大切な友人であることを語って聞かせた。キッドは自身の誤解を悟り、苦戦を強いられていた万太郎をサポートして勝利に導く。
卒業試合では伝説超人バッファローマンと対戦。老齢のバッファローマンを持久戦に誘い込んで勝利し、新世代正義超人第一号となる。

### 新世代超人として
H・Fを3番目の成績で卒業したキッドは、日本駐屯超人として大阪を担当。d・M・pの悪行超人出現を知り、日本武道館に駆けつける。しかしその間、大阪が悪魔超人の首領サンシャイン率いるナイトメアズにより、大阪が壊滅。自分が持ち場を離れた責任感から彼らと闘うことを決意し、大阪に戻り、大阪ドームに忍び込むが捕らえられ、一晩天井に吊るされてしまう。解放されたすぐ後、d・M・p大阪真昼の決闘にてレックス・キングと対戦が決定する。試合はサンシャインの策略により、万太郎がレフェリーを務めるが、生真面目な万太郎の審判により衝突。しかし相手側の反則も万太郎が反則を取ることにより、お互いの信頼を回復させる。フィニッシュはそれまで躊躇していた、テリー一族の必殺技を迷いを捨てて使用し、これに勝利する。
d・M・p壊滅後、日本駐屯超人としての任務を忘れ、夜遊びに繰り出していたキッドたちは正義超人協会に目をつけられ、H・Fを卒業した二期生と日本防衛超人としての権利をかけた入れ替え戦に参加させられることになる。
キッドはAブロックにてスカーフェイスとの闘いが決定する。ガゼルマン、セイウチンが敗れたため、両腕に彼らの出身国の国旗を結び入場する。スカーフェイスのケンカ殺法に苦しめられつつも、パワーで攻める彼をいなしアンクルホールドに捕らえるが、スカーフェイスのオーバーボディが破れ中から新たな姿が出現。得意技を次々と破られ、彼の規格外のパワーに自分の敗北を悟ったキッドはアルティメット・スカー・バスターを受け、失神KO負けを喫する。その後、病院に搬送されたが、決勝戦(アニメでは準決勝)ではセイウチン、ガゼルマンと共に万太郎の応援に駆けつけ、彼を勝利に導き、再び日本駐屯超人となる。
「火事場のクソ力修練編」では沖縄サミットの世界の首脳の警護（アニメではオニヒトデの駆除）終了後に万太郎と再会、成り行きで万太郎とノーリスペクトの1人・ボーン・コールドとの闘いに立ち会うことになる。ボーンがミートの実の父・ミンチをさらう際、抵抗するものの彼の技・シューティング・アローを受け阻止される。試合はミンチを人質にされたミートが脅迫され、代わりにアドバイスを送るもチェック・メイトとの息が合わず、万太郎は劣勢になる。闘いが進む中、ボーンの正体を明かそうとしたミンチが殺されてしまう。ミンチの遺言から、火事場のクソ力最後の境地には自分たちの力が必要であると聞かされ、かつて父テリーマンよりミート不在の7人の悪魔超人との戦いにて正義超人軍が誕生したときの話を思い出し、チェックと協力して協力して万太郎をサポート、彼を勝利に導き、火事場のクソ力最後のひとつ「友情」の炎を魂のランタンから噴出させる。
「超人オリンピック ザ・レザレクション編」ではアメリカ代表として超人オリンピック ザ・レザレクションに出場し、第3競技まで勝ち進み、ジェイド、バアロノスと争う。バアロノスの妨害をものともせず、海で溺れそうになった子供を目撃、子供を助けるために試合を捨て失格となる。悲願を果たせず通路で涙するキッドだったが、それを見ていた父・テリーマンに立派だったと賞賛される。その後は、同じアメリカ超人であるザ・摩天楼のセコンドに付く。
「悪魔の種子編」では仲間と共に突如与那国島に現れたジェネラル・パラストに向かうが、パラストのゲートバリヤーを破れず難攻する。その後、万太郎の試合を見届けるが、飛び出したパラストによりイリューヒンと共に出雲大社へ移動。その後、万太郎たちと合流する。B-エボリューションズが敗れた後は1人飛び出した万太郎をセイウチンとガゼルマンと共に後を追い、ヘラクレスの鎖場にて万太郎のアルティメット阿修羅バスター対策に付き合い、弱音を吐く万太郎に度々活を入れていた。
第1回キャラクター人気投票では第10位（セイウチンと同着）、第2回キャラクター人気投票では第4位、第3回キャラクター人気投票では第4位にランク入りしている。

### 究極の超人タッグ編
時間超人の起こしたタイムパラドックスにより消滅の危機にあるケビンマスクを救うべくタイムワープのメンバーに立候補、万太郎らとともに20世紀へワープするが、再び父テリーマンに対する反発心が再燃し、万太郎とのタッグチーム結成を拒否した。その後、伝説超人の中でもいち早く未来からやって来た自分たちを信用してくれたロビンマスクと「ジ・アドレナリンズ」を結成する。出場チーム選定間引きマッチではテリーマンに食って掛かり、万年No.2に甘んじていた父とはモチベーションが違う所をみせると、本戦でも対抗心を剥き出しにして闘志を燃やす姿が描かれる。本シリーズでは、星条旗を模したリングコスチュームを着用している。
1回戦の鬼哭愚連隊（死皇帝、ザ・ガオン）との対戦では、ロビンマスクの派手さはないが着実で的確な20世紀の超人レスリングを見て感嘆。死皇帝とガオンの連携に一度は追い詰められてしまうものの、タイムパラドックスにより半身が消えかかっているケビンマスクが母を救うために自らの血を差し出したことに奮い立ち、ツープラトン「アドレナリン・ブリッジ」を成功させ、初戦を飾る。その後、実際にザ・マシンガンズの試合を観戦、父とキン肉マンの絆を目の当たりにしたことで万太郎に対するわだかまりも消えた。
2回戦第3試合にて、世界五大厄（ライトニング、サンダー）と対戦。ケビンマスクをリング上部に人質に捕られながらもサンダー相手に奮闘するが、時間超人のアクセレイションにより技を外され次第に劣勢へ。時間超人の技を受け池底に沈められるが、時間超人のツープラトン・死時計の刻印にかけられそうになったロビンマスクをわずかに狙いを反らさせ救助、池底に落下したケビンマスクを救い出すことに成功する。時間超人に切り刻まれ満身創痍となり敗北するものの、その自らがギブアップをしないテキサス魂を見たテリーマンに息子として認められる。
その後、病院に搬送されるも準決勝第1試合にて、万太郎たちの応援に駆けつける。準決勝終了後、万太郎のマッスル・スパークの特訓に付き合う。

### テリー・ザ・キッドの夜明け
2009年に刊行された『漫'sプレイボーイ』（『週刊プレイボーイ』の増刊）の2号・3号において、スピンオフ作品として『テリー・ザ・キッドの夜明け』が描かれた。キッドの幼少時代を描いた作品で、前後編で構成されている。悪魔超人・魔雲天とその息子・暴留渓（ボルケーノ）との親子2代にわたる因縁の対決が描かれる。

### 主要対戦成績
- シングルマッチ
  - ○バッファローマン（テキサス・クローバーホールド）
  - ○レックス・キング（カーフ・ブランディング）
  - ×スカーフェイス（アルティメット・スカーバスター）
  - ○スパイクマン（テキサス・クローバーホールド）
  - ○ハイドマン（カーフ・ブランディング）
  - ○暴留渓（テキサス・クローバーホールド）

- タッグマッチ
  - ○鬼哭愚連隊（死皇帝 / ザ・ガオン、アドレナリン・ブリッジ）
  - ×世界五大厄（ライトニング / サンダー、10カウントノックアウト）

アニメオリジナル
- タッグマッチ
  - ○ダズル&ザ・プロテクター組（カーフ・ブランディング）

劇場版
- 変則マッチ
  - ×ザ・犀暴愚（グレイト犀〈サイ〉クロン）
- シングルマッチ
  - ○ダズル（カーフ・ブランディング）

## 『キン肉マンII世〜オール超人大進撃〜』でのテリー・ザ・キッド
第1話より登場。潔癖症、醤油とガーリック嫌いと語られるが、本編のように万太郎を目の敵にはしておらず、当初から友好的であった。
万太郎と合同訓練を行うために、キン肉ハウスを訪れた際、万太郎の自堕落な生活と持ってきたビーフをステーキでなくカルビ丼にされた怒りで喧嘩に発展。ハウスに潜入していた悪行超人シュモクーンが仲裁に入り、そのシュモクーンが悪行超人と判明した途端2人で倒している。
d・M・pのアジト「ダンジョン・ハンド」での闘いでは寝ずの番の1人・レックス・キングを撃破した。
超人一等祭編ではアメリカ代表として出場するが予選落ちとなる。
第1回キャラクター人気投票では第5位にランク入りした。

### 主要対戦成績
- シングルマッチ
  - × プリプリマン
  - ○ レックス・キング（スリーパーホールド・スープレックス）

## 得意技
スピニング・トゥホールド
テリーマンから受け継いだテリー一族の至宝。キッドは技に入るタイミングやフォームは自分のものと自認している。
テキサス・クローバーホールド
スピニング・トゥホールドと並ぶテリー一族の至宝。番外編『テリー・ザ・キッドの夜明け』では、切り株をいくつも引き抜くことで身に付けた描写がなされた。PlayStation 2ゲームシリーズでは大技の一つとして描写されることが多い。
カーフ・ブランディング（仔牛の焼印押し）
テリー一族の至宝No.3。相手の後頭部に自分の片膝をあて、そのまま勢い良く前方に倒れこむことで相手の頭をマットに叩きつける技。キッドは原作・アニメ共にフィニッシュホールドとして使うことが多い。
キッド流三角窒息絞め（キッドりゅうトライアングルサフォケイション）
キッドが自分流にアレンジした三角絞め。相手の左肩に乗り、相手の左腕を上げさせて固め、さらに自身の両脚で相手の首と左腕根元を挟み込みつつ、相手の頸動脈を自身の右足で絞める。本人曰く、動けば動くほど絞まる技。
テキサス・トルネードキャッチ
相手の身体をつかんで回転し、体勢を変える動作。スカーフェイス戦では倒れたところからアンクルホールドに繋いでいる。
ハイボルテージ・ボム
空中で逆さまにした相手を、側面から膝で挟み込んで落下、脳天をマットに叩きつける変形のパワーボム。
ゲーム『キン肉マン マッスルグランプリ』シリーズでは地上で相手を逆さまにしてから行う。
ダブルブレイン・クラッシュスープレックス（スリーパーホールド・スープレックス）
相手の頭と右腕を後方からスリーパーホールドで固めて、そのままの体制でスープレックスで投げる技。
レックス・キング戦で使用するも、相手の巨体の前に投げきれず失敗する。『キン肉マンII世〜オール超人大進撃〜』では「スリーパーホールド・スープレックス」の名で披露し、レックス・キングをKOしている。
地這い脚（アースクリップキック）
非常に低い体勢から相手の足首に回転蹴りを仕掛け、ダウンさせる技。
この技でダウンを奪った後はすかさずスピニング・トゥホールドに繋いでいる。
デッド・クルスアームブリーカー
相手の背中をブレーンバスターでリングの鉄柱に叩き付けたあと、そのまま鉄柱付近で腕拉ぎ十字固めに移行する技。
100万$キック（ミリオンダラーキック）
「究極の超人タッグ編」で使用した値千金のフライングニールキック。
「ミリオンダラー」の読みは単行本にて振られた。
荒馬の拳（ブロンコフィスト）
気合を込めて放つ強烈なパンチの連打。テリーマン同様、左手首を振るクセがある。
テキサス・コンドルキック
テリー一族の伝統技。ジャンプして飛び上がり、両脚の膝蹴りで攻撃する。初使用の世界五大厄戦では天井に人質のケビンマスクがいたため失敗したが、二度目にて成功させた。

### タッグ技
M&Kコネクション（エムアンドケイコネクション）
キッドが相手を掴んで投げ、それを万太郎がダイヤモンド・カッターで捕らえて落とす技。
突如現れた悪行超人シュモクーンに対し2人が即興で繰り出した。
タッグフォーメーションA
元は超人師弟コンビが使用したツープラトン。ジ・アドレナリンズはロビンがタワーブリッジでキッドの身体を極限までしならせて投げ、テキサス・トルネードエルボーを放つ。
アドレナリン・ブリッジ
ジ・アドレナリンズが使用したツープラトン。ロビンマスクが敵一人にロビン・スペシャルを掛けつつ、さらに空中で同じ相手にキッドがテキサス・クローバー・ホールドを掛けて、両者片腕ずつ着地する。首折りと足折りに追加して腰折りの効果もある。
アドレナリン・パック
ジ・アドレナリンズとして使用したツープラトン。キッドが対戦相手にバックドロップをしかけ、持ち上がった相手の両足をロビンマスクがつかみ、そのまま体重をかけて落す。

## プロフィール
- 分類 - 新世代正義超人
- 出身地 -  アメリカ・テキサス州アマリロ
- 身長体重 - 190cm 86kg[11]
- 超人強度 - 105万パワー[11]
- 年齢 - 14歳〜16歳[12]
- 好物 - ピーナッツ、ポップコーン[11]
- 嫌いな食べ物 - 醤油（ソイソース）、ガーリック
- 家族 - 祖父 ドリーマン 父 テリーマン 母 翔野ナツ子

### 異名
- テキサスの暴れ馬[13]
- ファイティング・ロデオマン[14]
- 若きテキサスの暴れ馬[15]
- 青き目の侍[15]

### 個人タイトル歴
- 全米超人レスリング選手権優勝[16]
- テキサス州超人グラップリング選手権優勝[16]

## テーマソング
STARS AND STRIPES
歌 - 森川智之（テリー・ザ・キッド） / 作詞 - 里乃塚玲央 / 作曲・編曲 - 渡部チェル

## コンピュータゲーム
『キン肉マンII世』の最初のゲーム化作品である『キン肉マンII世 ドリームタッグマッチ』では、14体のプレイヤーキャラクターの一人としてテリー・ザ・キッドが登場する。基本能力は低いものの、必殺技の扱いやすいキャラクターになっている。
『キン肉マンII世 新世代超人VS伝説超人』などのゲームでは、タッグチームを組むキャラクターによっては特定のチーム名が付けられる。以下にそれを示す。
- team-AHO - セイウチン、ガゼルマン
- ザ・グレートテキサンズ - テリーマンまたは二代目キン肉マングレート
- ザ・ハーキュリーズ - ロビンマスクまたはバラクーダ※PlayStation Portable版ではアドレナリンズ
- 荒うぶる魂コンビ - バッファローマン
- グラジェーターズ - ラーメンマンまたはモンゴルマン
- M&Kマシンガンズ - キン肉万太郎
- ビューティー・ブロンドス - ジェイド

team-AHO、アドレナリンズを除いてはゲーム独自の名称である。
『キン肉マンII世 新世代超人VS伝説超人』のストーリーモードでは、父テリーマンに一人前と認めてもらうために過去へタイムスリップ。父の親友であるキン肉マンに師事し、テリーマンとの闘いを目指す。
『キン肉マンII世 超人聖戦史』ではキン肉万太郎が仲間にいれば仲間にできる。また、主人公がアメリカ出身であれば弟子入りすることも可能。条件を満たせば「テキサス・トルネードキャッチ」を習得できる。
『キン肉マン マッスルグランプリ』シリーズでは、キッドの2Pカラー（同じキャラクター同士で対戦するための「色違い」キャラクター）として『キン肉マンII世〜オール超人大進撃〜』で着用した星条旗コスチューム姿で登場する。

## 家系図
```
　　　　　　　　　　　　　　　　　　　　　　　　　　　　　　　翔野ナツコ
　　　　　　　　　　　　　　　　　　　　　　　　　　　　　　　　　┃
　　　　　　　　　　　　　　　　　　　？？？　　　　　　　　　　　┣━━━━ 
テリー・ザ・キッド

　　　　　　　　　　　　　　　　　　　　┃　　　　　　　　　　　　┃
シニアマン（超人オリンピック出場選手）　┣━━━━━━━━━ 
テリーマン

　　┃　　　　　　　　　　　　　　　　　┃
　　┣━━━━━━━━━━━━━━━ドリーマン
　　┃
　？？？
```